# Hofstätten an der Raab
Hofstätten an der Raab ist eine Gemeinde mit 2379 Einwohnern (Stand 1. Jänner 2024) in der Steiermark.

## Geografie

### Geografische Lage
Hofstätten an der Raab liegt im Bezirk Weiz am linksseitigen Terrassenrand des Raabtales südöstlich von Gleisdorf. Die Grenze im Westen bildet die Raab, die in einer Meereshöhe von 350 Meter fließt. Im Osten liegen bewaldete Hügel von über 400 Meter Höhe.
Die Gemeinde hat eine Fläche von 15,23 Quadratkilometer. Davon sind 54 Prozent landwirtschaftliche Nutzfläche, 30 Prozent sind bewaldet.

### Gemeindegliederung
Das Gemeindegebiet umfasst folgende vier Ortschaften (in Klammern Einwohnerzahl Stand 1. Jänner 2024):
- Hofstätten an der Raab (594)
- Pirching an der Raab (378)
- Wetzawinkel (458)
- Wünschendorf (949)

Die Gemeinde besteht aus den Katastralgemeinden Hofstätten, Pirching, Wetzawinkel und Wünschendorf.

### Nachbargemeinden
|                             | Gleisdorf                                   |                     |
|                             | Kompassrose, die auf Nachbargemeinden zeigt | Sinabelkirchen      |
| St. Margarethen an der Raab |                                             | Markt Hartmannsdorf |

## Geschichte
1265/67 werden Wunscheydorf sowie Pyrcharn, Wetzleinswinchel und Hofstätten nach dem Gründer des Dorfes als Dietrichhofstätten genannt. Die heutige Gemeinde entstand 1968 durch Zusammenlegung der damals selbständigen Gemeinden Hofstätten, Wetzawinkel und Wünschendorf-Pirching.

### Einwohnerentwicklung
Das  starke Bevölkerungswachstum seit 1991 ist darauf zurückzuführen, dass sowohl Geburtenbilanz als auch Wanderungsbilanz positiv sind.
| Hofstätten an der Raab: Einwohnerzahlen von 1869 bis 2024 | Hofstätten an der Raab: Einwohnerzahlen von 1869 bis 2024 | Hofstätten an der Raab: Einwohnerzahlen von 1869 bis 2024 | Hofstätten an der Raab: Einwohnerzahlen von 1869 bis 2024 | Hofstätten an der Raab: Einwohnerzahlen von 1869 bis 2024 |
| --------------------------------------------------------- | --------------------------------------------------------- | --------------------------------------------------------- | --------------------------------------------------------- | --------------------------------------------------------- |
| Jahr                                                      |                                                           |                                                           |                                                           | Einwohner                                                 |
| 1869                                                      | 1869                                                      |                                                           | 1.087                                                     | 1.087                                                     |
| 1880                                                      | 1880                                                      |                                                           | 1.113                                                     | 1.113                                                     |
| 1890                                                      | 1890                                                      |                                                           | 1.165                                                     | 1.165                                                     |
| 1900                                                      | 1900                                                      |                                                           | 1.237                                                     | 1.237                                                     |
| 1910                                                      | 1910                                                      |                                                           | 1.196                                                     | 1.196                                                     |
| 1923                                                      | 1923                                                      |                                                           | 1.174                                                     | 1.174                                                     |
| 1934                                                      | 1934                                                      |                                                           | 1.323                                                     | 1.323                                                     |
| 1939                                                      | 1939                                                      |                                                           | 1.295                                                     | 1.295                                                     |
| 1951                                                      | 1951                                                      |                                                           | 1.301                                                     | 1.301                                                     |
| 1961                                                      | 1961                                                      |                                                           | 1.308                                                     | 1.308                                                     |
| 1971                                                      | 1971                                                      |                                                           | 1.438                                                     | 1.438                                                     |
| 1981                                                      | 1981                                                      |                                                           | 1.596                                                     | 1.596                                                     |
| 1991                                                      | 1991                                                      |                                                           | 1.649                                                     | 1.649                                                     |
| 2001                                                      | 2001                                                      |                                                           | 1.799                                                     | 1.799                                                     |
| 2011                                                      | 2011                                                      |                                                           | 2.059                                                     | 2.059                                                     |
| 2021                                                      | 2021                                                      |                                                           | 2.327                                                     | 2.327                                                     |
| 2024                                                      | 2024                                                      |                                                           | 2.379                                                     | 2.379                                                     |
| Quelle(n): Statistik Austria, Gebietsstand 1.1.2021       |                                                           |                                                           |                                                           |                                                           |

## Kultur und Sehenswürdigkeiten
Die Sportrunde Wünschendorf-Pirching wurde 1972 gegründet. Die offizielle Vereinsgründung mit Anmeldung und behördlicher Genehmigung erfolgte am 11. Juli 1997.

## Wirtschaft und Infrastruktur

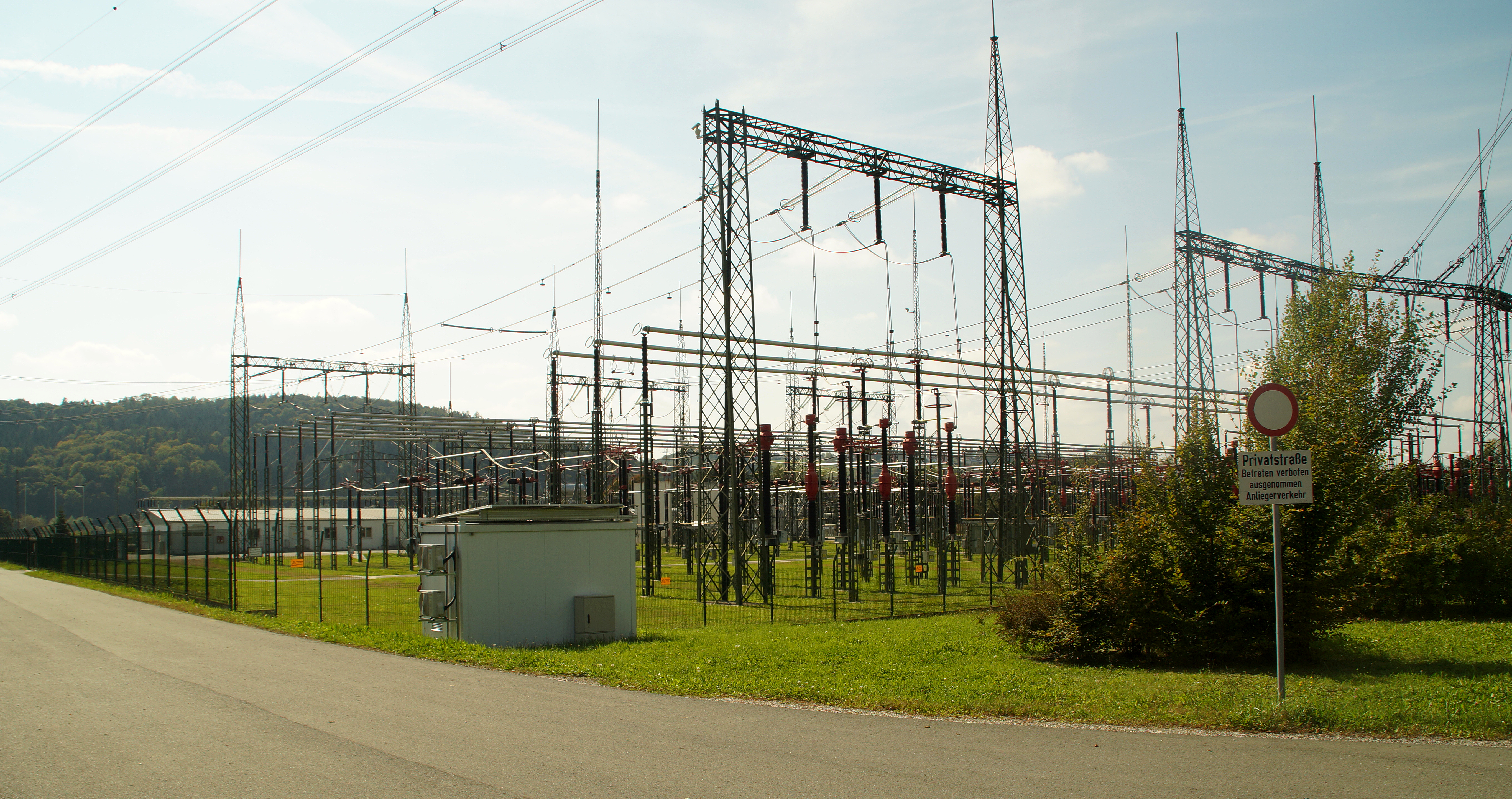
Das Umspannwerk Oststeiermark/Wünschendorf

Das Gemeindegebiet wird von der, parallel zur Raab verlaufenden, Feldbacher Straße (B68) erschlossen. Im Nordwesten durchquert die Südautobahn (A2) das Gemeindegebiet, dort befindet sich auch die Autobahnabfahrt Gleisdorf Süd. Auch die Bahnlinie der Steirischen Ostbahn verläuft hier.
Unmittelbar neben der Abfahrt liegt das Umspannwerk Oststeiermark/Wünschendorf, das als Schaltstelle in das österreichische 380-kV-Netz eingebunden ist.

## Politik

### Gemeinderat

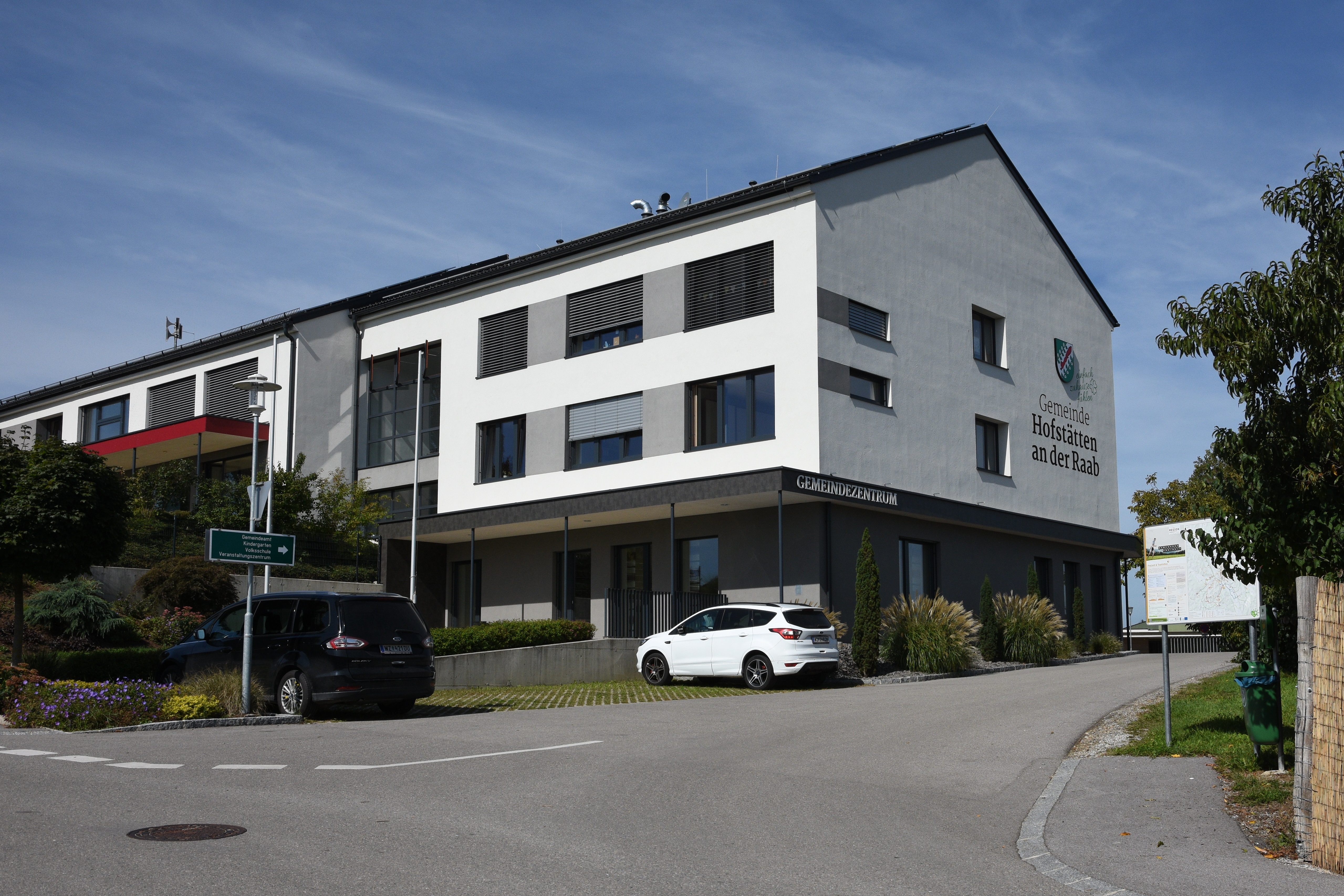
Das Gemeindezentrum

Der Gemeinderat setzte sich nach den Wahlen von 2020 wie folgt zusammen: 11 ÖVP, 2 SPÖ, 2 Grüne.
Der Gemeinderat setzte sich nach den Wahlen von 2025 wie folgt zusammen: 8 ÖVP, 3 FPÖ, 2, Grüne, 1 SPÖ.
| Gemeinderatswahl 2025 %80706050403020100 58,95 % (−13,65 %p)11,85 % (−2,83 %p)7,06 % (−5,66 %p)22,14 % (n. k. %p) ÖVPGRÜNESPÖFPÖ20202025 |

### Wappen und Flagge

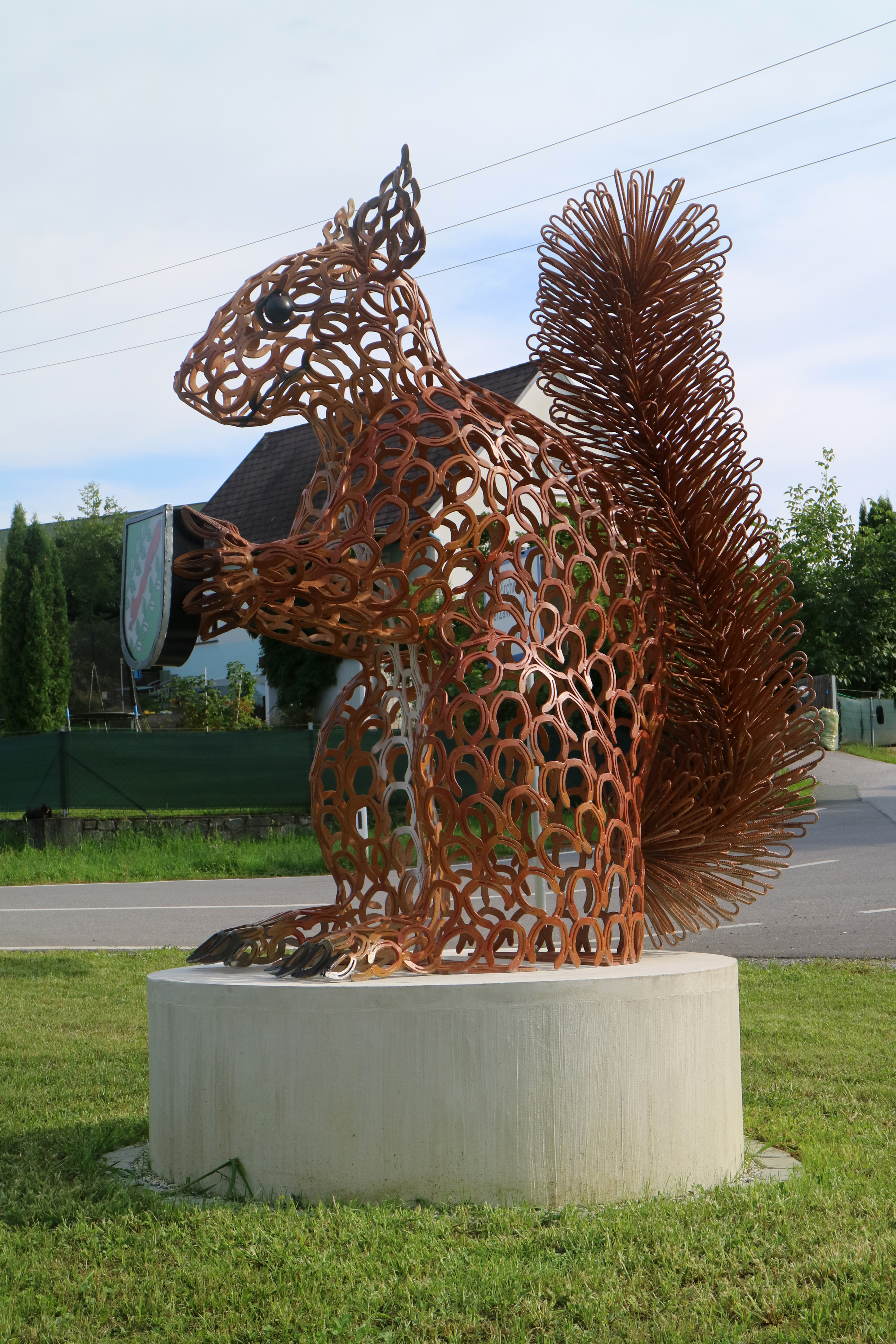
Hufeisenskulptur des Wappentiers

Wappenbeschreibung: In grünem Schild ein silberner Schräglinksbalken mit einem roten nach unten springenden Eichkätzchen, aus den Spalten farbverwechselt nach außen je vier Apfelblätter, nach innen je fünf Birkenblätter wachsend.
Die Verleihung des Gemeindewappens erfolgte mit Wirkung vom 1. Juli 2001.
Die Gemeindeflagge ist einfarbig weiß mit dem Wappen und dem Gemeindenamen.

## Persönlichkeiten

### Ehrenbürger
- 2007: Friedrich Jerich († 2020), Unternehmer[9]